# Jan Bo Petersen
Jan Bo Petersen (Municipi de Næstved, 28 de juliol de 1970) va ser ciclista danès que s'especialitzà en el ciclisme en pista, on va aconseguir una medalla de bronze als Jocs Olímpics de Barcelona en persecució per equips i cinc medalles als Campionats del món.

## Palmarès en pista
- 1989
  -  Campió de Dinamarca de Persecució per equips
- 1990
  -  Campió de Dinamarca de Persecució
- 1991
  -  Campió de Dinamarca de Persecució
  -  Campió de Dinamarca de Puntuació
  -  Campió de Dinamarca de Persecució per equips
- 1992
  -  Medalla de bronze als Jocs Olímpics de Barcelona en persecució per equips (amb Jimmi Madsen, Ken Frost, Michael Sandstød i Klaus Kynde Nielsen)
  -  Campió de Dinamarca de Persecució per equips
- 1993
  -  Campió de Dinamarca de Persecució
  -  Campió de Dinamarca de Persecució per equips
- 1995
  -  Campió de Dinamarca de Persecució

## Palmarès en ruta
- 1992
  - 1r de la Berliner Etappenfahrt
- 1994
  -  Campió de Dinamarca amateur de contrarellotge
  -  Campió de Dinamarca de contrarellotge per equips
- 1995
  -  Campió de Dinamarca de contrarellotge
  - 1r de la Berliner Etappenfahrt
- 1997
  -  Campió de Dinamarca de contrarellotge per equips